# كريستيان جاكوب
كريستيان جاكوب (بالفرنسية: Christian Jacob)؛ (من مواليد 1959) هو سياسي فرنسي، وعضوٌ في الاتحاد من أجل حركة شعبية.

## مناصب
تولى الكثير من المناصب منها:
- نائب فرنسي (منذ 21 يونيو 2017)
- نائب فرنسي (20 يونيو 2012–20 يونيو 2017)[3]
- نائب فرنسي (20 يونيو 2007–19 يونيو 2012)[3]
- رئيس بلدية، بروفين (منذ 29 مارس 2006)
- نائب فرنسي (19 يونيو 2002–18 يوليو 2002)[3]
- نائب فرنسي (12 يونيو 1997–18 يونيو 2002)[3]
- نائب فرنسي (10 ديسمبر 1995–21 أبريل 1997)[3]
- عضو في البرلمان الأوروبي (19 يوليو 1994–1 سبتمبر 1997)[4]
- عضو المجلس الاقتصادي والاجتماعي والبيئي الفرنسي.